# Рога (река)
Рога — река в России, протекает в Даниловском и Ярославском районах Ярославской области. Её длина составляет 16 км, площадь бассейна — 38,4 км². Исток находится у деревни Черницино Тутаевского района Ярославской области. Впадает в реку Ить (левый приток) в 34 км от её устья.
Сельские населённые пункты около реки: Даниловский район — Черницино, Голодяево, Новое; Ярославский район — Калики, Феклино, Бухалово, Никифорово, Зубарево, Колосово, Курманово.
У Никифорова пересекает федеральную автомагистраль М8 «Холмогоры».

## Данные водного реестра
По данным государственного водного реестра России относится к Верхневолжскому бассейновому округу, водохозяйственный участок реки — Волга от Рыбинского гидроузла до города Кострома, без реки Кострома от истока до водомерного поста у деревни Исады, речной подбассейн реки — Волга ниже Рыбинского водохранилища до впадения Оки. Речной бассейн реки — (Верхняя) Волга до Куйбышевского водохранилища (без бассейна Оки).
Код объекта в государственном водном реестре — 08010300212110000010606.